# Мала Березанка
Мала́ Береза́нка — село в Україні, у Броварському районі Київської області. Населення становить 417 особи. Входить до складу Згурівської селищної громади.

## Заснування
Кінець XVI ст. Перша письмова згадка 1639 р.

## Особливості ландшафту
Пагорбиста місцевість. Поряд із селом заболочена р. Супій. В селі п'ять природних водойм.

## Метеорологічні особливості

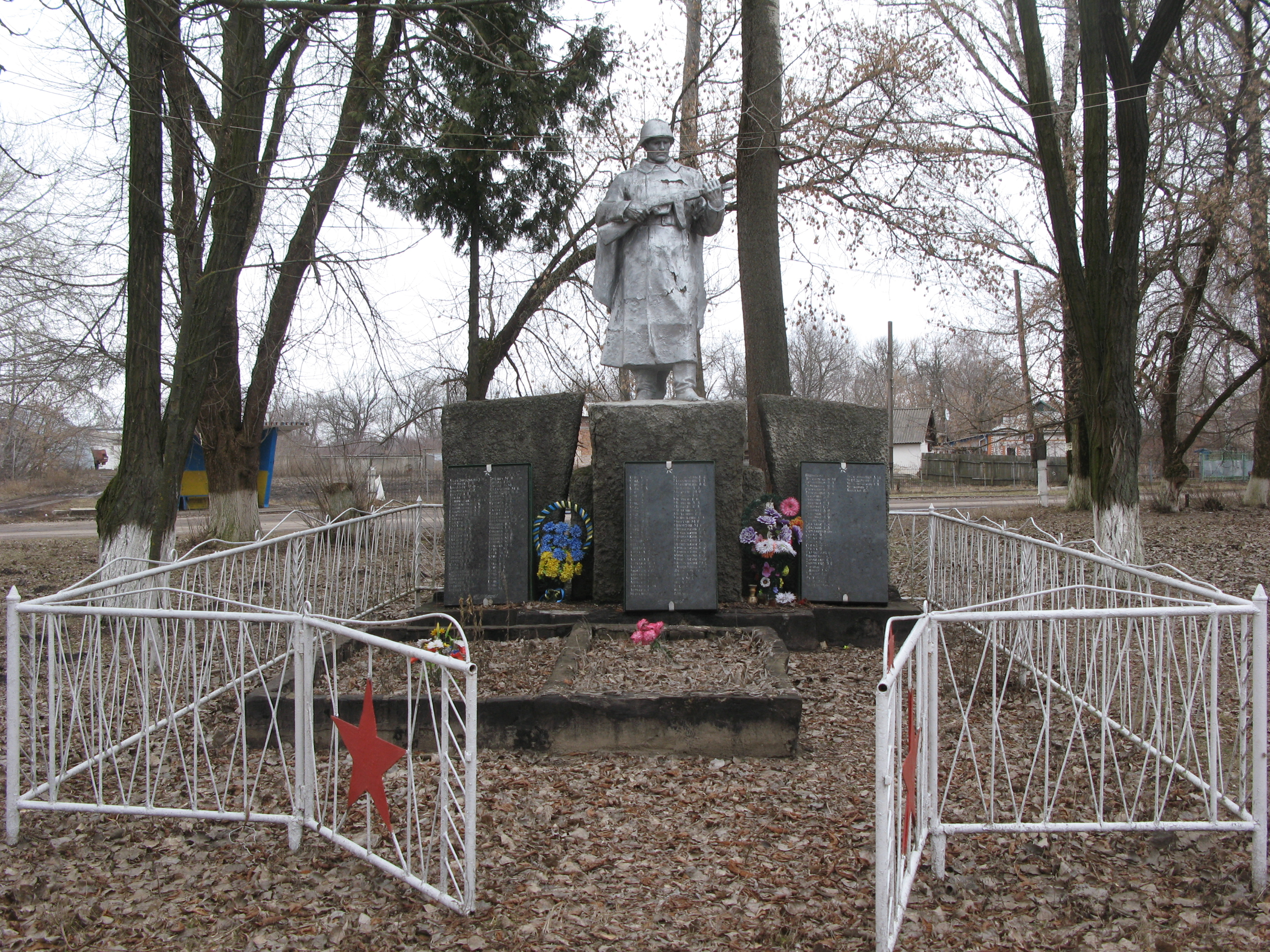
Пам'ятник воїнам-односельцям, які загинули в роки Другої Світової війни, М.Березанка, центр

Низька річна кількість опадів.

## Історія
Село заснували козаки, ймовірно, наприкінці першої хвилі національно-визвольних повстань українського народу 1591—1596 рр. Від заснування називалося Березанка, і воно не позначене на карті одного із найвидатніших картографів XVII ст. Ґійома Левассера де Боплана від 1639 р. Насправді на карті Боплана 1648 р. позначене сучасне місто Березань. Розташовується село на правому березі Супою, у середній течії річки. Коли село почали називати саме Мала Березанка невідомо. Історія назви має декілька версій, за однією: місцевість понад Супоєм під назвою Березанка була відома ще до заселення і звалась так від березових гаїв. Так називалась і річка що протікала територією села, а згодом і перше поселення.
Селище є на мапі 1812 року.
1859 - 120 дворів, 753 жителя.
1912 - 1473 мешканця.

## Пам'ятки

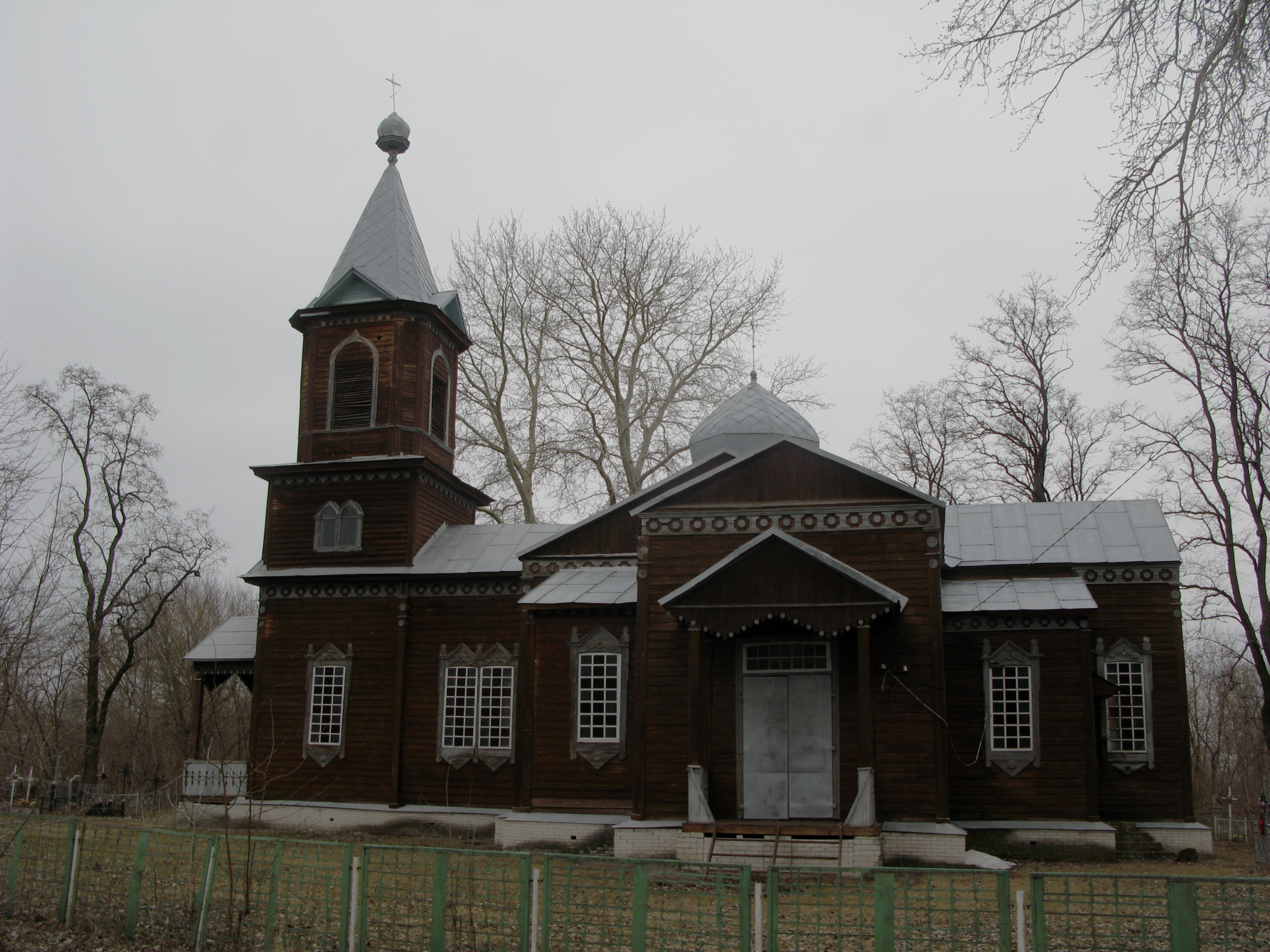
Церква Різдва Богородиці (дер.), село Мала Березанка

Найвідомішою пам'яткою села є дерев'яна церква Різдва Пресвятої Богородиці, збудована у 1888 році.

## Топоніми села
- Кутки:
  - Гладунівщина — від поширеного тут прізвища Гладун; невеликий куток з вигоном, одна вулиця, у центрі; ліворуч від дороги на Яготин; назва маловживана;
  - Гусаківка — від великої кількості свійських гусей на зручному для випасання, пологому правому березі Масловського; вся територія за Масловським ставком, обабіч дороги на Жуківку; назва поширилась і на Новоселицю;
  - Жулівщина — від поширеного тут прізвища Жуль; від вигона на Гладунівщині, вся вулиця понад болотом;
  - Куцівщина — від поширеного тут прізвища Куць; праворуч греблі на Гусаківку, понад Масловським, до розвилки; назва поширилась і на Красьоловку;
  - Носківщина — від прозвиська Носко (Удовик Іван); ліворуч греблі на Гусаківку понад Тулубовським, включаючи будинки сільської ради та пошти, також вся прилегла до будинку пошти вулиця;
  - Орлівщина — від поширеного тут прізвища Орел; вся територія за Тулубовським ставком, обабіч дороги на Яготин;
  - Село — адміністративний центр;
  - Хутір — с. Левченкове; на північ від села;
  - Гороб'ївщина — від поширеного тут прізвища Горобей; невеликий куток в центрі, праворуч від дороги на Яготин, перед Тулубовським ставком; зараз назва не вживається;
  - Красьоловка — походження назви невідоме; частина Куцівщини від Кирячок, понад Масловським, до розвилки; зараз назва не вживається;
  - Новоселиця — пізніше, «нове» поселення на Гусаківці; дальша від Масловського половина Гусаківки; зараз назва не вживається;
- Ставки:
  - Кирячки — від прізвища власника пана Кирієвського; північніше Куцівщини, відмежований греблями від Масловського та Хуторського;
  - Курячий — біля ставка був колгоспний курятник; на південний-захід від Тулубовським;
  - Масловський — від прізвища власника пана Масловського; між Гусаківкою та Куцівщиною;
  - Тулубовський — від прізвища власника, пана Тулубовського; пізніша назва (після 30-х рр. XX ст.) Тельманський — від назви колгоспу «Імені Тельмана» на Орлівщині; між Носківщиною та Орлівщиною і на захід до Гусаківки; цей ставок не був панським, і належав громаді;
  - Хуторський — знаходиться на південь від Хутора(с. Левченкове);